# Maudgaljajana
Maudgaljajana (pal. Moggallāna), takođe poznat kao Mahamaudgaljajana, bio je jedan od Budinih najbližih sledbenika. Opisan kao savremenik učenika kao što su Subuti, Sariputra (pal. Sāriputta) i Mahakasjapa, on se smatra drugim od dva glavna muška učenika Bude, zajedno sa Sariputrom. Tradicionalni prikazi govore da su Maudgaljajana i Sariputra u mladosti postali duhovne skitnice. Nakon što su neko vreme tragali za duhovnom istinom, stupili su u kontakt sa budističkim učenjem kroz stihove koji su postali široko poznati u budističkom svetu. Na kraju upoznaju samog Budu i zaređuju se kao monasi pod njim. Maudgaljajana dostiže prosvetljenje ubrzo nakon toga.
Maudgaljajana i Sariputra imaju duboko duhovno prijateljstvo. Oni su u budističkoj umetnosti prikazani kao dva učenika koja prate Budu i imaju komplementarne uloge kao učitelji. Kao učitelj, Maudgaljajana je poznat po svojim vidovnjačkim moćima, i on je često prikazivan koristeći svoje metode poučavanja. U mnogim ranim budističkim kanonima Maudgaljajana je presudan u ponovnom ujedinjenju monaške zajednice nakon što je Devadata izazvao raskol. Nadalje, Maudgaljajana je povezan sa pričama o stvaranju prve slike Bude. Maudgaljajana umire u svojoj osamdeset četvrtoj godini, ubijen dejstvom rivalske sekte. Ova nasilna smrt opisana je u budističkim spisima kao rezultat karme Maudgaljajane zbog ubijanja svojih roditelja u prethodnom životu.
Putem postkanonskih tekstova, Maudgaljajana je postao poznat po svom poštovanju roditelja usled popularnog gledišta da je svoje zasluge prenosio na svoju majku. To je dovelo do tradicije u mnogim budističkim zemljama poznate kao festival duhova, tokom kojeg ljudi posvećuju svoje zasluge svojim precima. Maudgaljajana se takođe tradicionalno povezuje sa meditacijom i ponekad Abidarmskim tekstovima, kao i sa školom Darmaguptaka. U devetnaestom veku pronađene su njegove mošti, koje su široko poštovane.

## Osoba
U Pali kanonu je opisano da je Maudgaljajana imao boju kože poput plavog lotosa ili kišnog oblaka. Usmena tradicija u Šri Lanki kaže da je to bilo zbog toga što je bio rođen u paklu tokom mnogih života. Šrilankanski naučnik Karaluvina veruje da se prvotno mislilo tamna koža, a ne plava. U kanonu Mahasamgika navodi se da je „bio lep za gledanje, prijatan, mudar, inteligentan, pun zasluga ...”, kako je preveo Migot.
U nekim kineskim izveštajima ime klana Maudgaljajana se objašnjava kao upućivanje na mahunarke, koje su jeli preci klana. Međutim, indolog Ernst Vindič je povezao život Maudgaljajane s likom Maudgalija (Mugdala) koji se pojavljuje u sanskritskom epu Mahabharata, koji bi objasnio ime. Vindič je verovao da je lik proroka Maudgalija uticao na Maudgaljajana, jer se oba odnose na putovanje u nebo. Autor Edvard Dž. Tomas ipak je to smatrao malo verovatnim. Vindič je Maudgaljaja smatrao istorijskom osobom.

## Literatrua
- Ashikaga, Ensho (1. 1. 1951), „Notes on Urabon ("Yü Lan P'ên, Ullambana")”, Journal of the American Oriental Society, 71 (1): 71—75, JSTOR 595226, doi:10.2307/595226
- Bareau, André (1991), „Les agissements de Devadatta selon les chapitres relatifs au schisme dans les divers Vinayapitaka” [Devadatta's deeds according to the chapters relating the schism in the various Vinayapitakas], Bulletin de l'Ecole française d'Extrême-Orient (на језику: француски), 78: 87—132, doi:10.3406/befeo.1991.1769
- Berezkin, Rostislav (21. 2. 2015), „Pictorial Versions of the Mulian Story in East Asia (Tenth–Seventeenth Centuries): On the Connections of Religious Painting and Storytelling”, Fudan Journal of the Humanities and Social Sciences, 8 (1): 95—120, doi:10.1007/s40647-015-0060-4
- Brekke, Torkel (1. 9. 2007), „Bones of Contention: Buddhist Relics, Nationalism and the Politics of Archaeology”, Numen, 54 (3): 270—303, doi:10.1163/156852707X211564
- Buswell, Robert E. Jr.; Lopez, Donald S. Jr. (2013), Princeton Dictionary of Buddhism. (PDF), Princeton, NJ: Princeton University Press, ISBN 978-0-691-15786-3
- Carus, Paul (1905), „Ashvajit's Stanza and Its Signigicance”, Open Court, 3 (6)
- Daulton, J. (1999), „Sariputta and Moggallana in the Golden Land: The Relics of the Buddha's Chief Disciples at the Kaba Aye Pagoda” (PDF), Journal of Burma Studies, 4 (1): 101—128, doi:10.1353/jbs.1999.0002, Архивирано из оригинала (PDF) 29. 12. 2019. г., Приступљено 06. 12. 2019
- Ditzler, E.; Pearce, S.; Wheeler, C. (maj 2015), The Fluidity and Adaptability of Buddhism: A Case Study of Maudgalyāyana and Chinese Buddhist identity
- Gethin, Rupert (2011), „Tales of miraculous teachings: miracles in early Indian Buddhism”,  Ур.: Twelftree, Graham H., The Cambridge companion to miracles, Cambridge Companions to Religions, Cambridge University Press, ISBN 978-0-521-89986-4
- Gifford, Julie (2003), „The Insight Guide to Hell” (PDF),  Ур.: Holt, John Clifford; Kinnard, Jacob N.; Walters, Jonathan S., Constituting communities Theravada Buddhism and the religious cultures of South and Southeast Asia, Albany: State University of New York Press, ISBN 0-7914-5691-9, Архивирано из оригинала (PDF) 14. 04. 2020. г., Приступљено 06. 12. 2019
- Harvey, Peter (2013), An introduction to Buddhism: teachings, history and practices (PDF) (second изд.), New York: Cambridge University Press, ISBN 978-0-521-85942-4
- Irons, Edward (2007), Encyclopedia of Buddhism (PDF), New York: Facts on File, ISBN 978-0-8160-5459-6, Архивирано из оригинала (PDF) 17. 05. 2017. г., Приступљено 06. 12. 2019
- Karaluvinna, M. (2002), „Mahā-Moggallāna”,  Ур.: Malalasekera, G. P.; Weeraratne, W. G., Encyclopaedia of Buddhism, 6 (fasc. 3), Government of Sri Lanka
- Keown, D. (1996), „Karma, character, and consequentialism”, The Journal of Religious Ethics (24)
- Ladwig, Patrice (2012), „Feeding the dead: ghosts, materiality and merit”,  Ур.: Williams, Paul; Ladwig, Patrice, Buddhist funeral cultures of Southeast Asia and China, Cambridge: Cambridge University Press, ISBN 978-1-107-00388-0
- Malalasekera, G.P. (1937), Dictionary of Pāli proper names, 2 (1st Indian изд.), Delhi: Motilal Banarsidass Publishers, ISBN 81-208-3022-9
- McDermott, James P. (1. 1. 1976), „Is There Group Karma in Theravāda Buddhism?”, Numen, 23 (1): 67—80, JSTOR 3269557, doi:10.2307/3269557
- Migot, André (1954), „Un grand disciple du Buddha: Sāriputra. Son rôle dans l'histoire du bouddhisme et dans le développement de l'Abhidharma” [A great disciple of the Buddha: Sāriputra, his role in Buddhist history and in the development of Abhidharma] (PDF), Bulletin of the French School of Asian Studies (на језику: француски), 46 (2), doi:10.3406/befeo.1954.5607[мртва веза]
- Mrozik, Suzanne (2004), „Mahāmaudgalyāyana” (PDF),  Ур.: Buswell, Robert E., Encyclopedia of Buddhism, New York [u.a.]: Macmillan Reference USA, Thomson Gale, стр. 487—8, ISBN 0-02-865720-9, Архивирано из оригинала (PDF) 29. 06. 2018. г., Приступљено 06. 12. 2019
- Powers, John (2015), The Buddhist World, Routledge Worlds, Routledge, ISBN 978-1-317-42017-0
- Revire, Nicolas (mart 2017), "Please Be Seated": Faxian's Account and Related Legends Concerning the First Buddha Image, Changzhi[мртва веза]
- Rhys Davids, T.W. (1908), „Moggallāna”,  Ур.: Hastings, James; Selbie, John Alexander; Gray, Louis H., Encyclopaedia of religion and ethics, 8, Edinburgh: T. & T. Clark
- Schumann, H.W. (2004) [1982], Der Historische Buddha [The historical Buddha: the times, life, and teachings of the founder of Buddhism] (на језику: немачки), Превод: Walshe, M. O' C., Delhi: Motilal Banarsidass, ISBN 81-208-1817-2
- Seidel, Anna (1989), „Chronicle of Taoist Studies in the West 1950–1990”, Cahiers d'Extrême-Asie (на језику: енглески), 5: 223—347, doi:10.3406/asie.1989.950
- Shaw, Sarah (2013), „Character, Disposition, and the Qualities of the Arahats as a Means of Communicating Buddhist Philosophy in the Suttas” (PDF),  Ур.: Emmanuel, Steven M., A companion to Buddhist philosophy (first изд.), Chichester, West Sussex: Wiley-Blackwell, ISBN 978-0-470-65877-2, Архивирано из оригинала (PDF) 28. 08. 2017. г., Приступљено 06. 12. 2019
- Skilling, Peter (2003), „Traces of the Dharma”, Bulletin de l'Ecole française d'Extrême-Orient, 90—1: 273—287, doi:10.3406/befeo.2003.3615
- Teiser, Stephen F. (1996), The ghost festival in medieval China (2nd изд.), Princeton, N.J.: Princeton University Press, ISBN 0-691-02677-7
- Teiser, Stephen F. (2008), „The Wheel of Rebirth in Buddhist Temples”, Arts Asiatiques (на језику: енглески), 63: 139—153, doi:10.3406/arasi.2008.1666
- Thomas, Edward J. (1953), The History of Buddhist Thought (PDF), History of Civilization (2nd изд.), London: Routledge and Kegan Paul

## Spoljašnje veze
- Vivid report about Ghost festival in Singapore